# Труйкинай
Труйкинaй (лит. Truikinai) — деревня в Александрийском старостве Скуодасского района Литвы, южнее автомобильной трассы 170 (Скуодас — Мажейкяй), в 10 км к востоку от районного центра Скуодас.
Население деревни уменьшается — 228 жителей в 1970 году, в 2001 — 87, в 2011 — 77.

## Достопримечательности

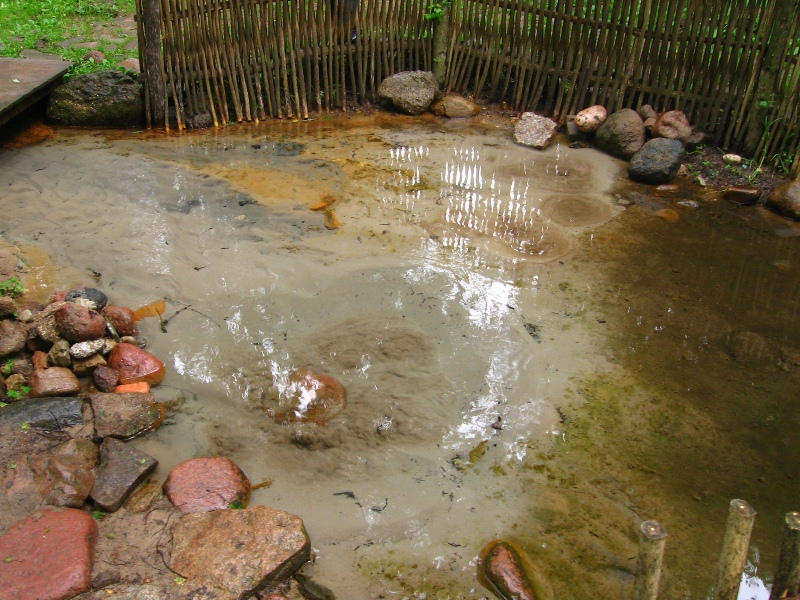
Источник Труйкинас

Памятник природы — Источник Труйкинас.